# BAC 스트라이크매스터
BAC 스트라이크매스터(영어: BAC Strikemaster)는 영국의 제트 훈련기이자 경공격기이다. 1950년에 최초로 방사형 피스톤 엔진을 장착한 퍼시벌 프로보스트의 제트 엔진 버전인 BAC 제트 프로보스트 훈련기에서 개발되었다. 영국 공군의 여러 주문 외에도 제트 프로보스트는 때때로 가벼운 무장으로 전 세계의 많은 공군에 수출되었다. 이 디자인은 BAC 스트라이크매스터라는 이름으로 더욱 중무장된 지상 공격 버전으로 개발되었다.
BAC 스트라이크마스터는 롤스로이스 바이퍼 터보제트 엔진, 강화된 기체 및 날개 주요거점, 연료 탱크를 갖춘 군용 버전이었다. 대다수의 중동 국가들이 군용기로서 BAC 스트라이크매스터를 선택했고 처음에는 반란 진압용 항공기로 판매되었지만, BAC 스트라이크매스터는 고급 훈련기로도 사용될 수 있었다. 상태가 열악한 비행장에서도 이륙할 수 있다는 점과 낮은 유지 비용 덕분에 많은 제3세계의 국가들이 BAC 스트라이크매스터를 운용했다.<ref name="BAC">

## 같이 보기
- 아에로 L-39 알바트로스
- A-37 드래곤플라이